# Okres Tiszafüred
Okres Tiszafüred (maďarsky Tiszafüredi járás) je jedním z devíti okresů maďarské župy Jász-Nagykun-Szolnok. Jeho centrem je město Tiszafüred.

## Sídla
V okrese se nachází celkem 7 měst a obcí.
Města
- Tiszafüred

Obce
- Nagyiván
- Tiszaderzs
- Tiszaigar
- Tiszaörs
- Tiszaszentimre
- Tiszaszőlős